# Вињета (Новара)
Вињета је насеље у Италији у округу Новара, региону Пијемонт.
Према процени из 2011. у насељу је живело 18 становника. Насеље се налази на надморској висини од 122 м.